# Каленборн (Кайзерзеш)
Каленборн (нем. Kalenborn) — община в Германии, в земле Рейнланд-Пфальц.
Входит в состав района Кохем-Целль. Подчиняется управлению Кайзерзеш. Население составляет 220 человек (на 31 декабря 2010 года). Занимает площадь 5,30 км².